# Liste der Kulturdenkmäler in Contwig
In der Liste der Kulturdenkmäler in Contwig sind alle Kulturdenkmäler der rheinland-pfälzischen Ortsgemeinde Contwig einschließlich des Ortsteils Stambach aufgeführt. Grundlage ist die Denkmalliste des Landes Rheinland-Pfalz (Stand: 31. August 2023).

## Einzeldenkmäler
| Bezeichnung                            | Lage                                                                          | Baujahr                              | Beschreibung | Bild                           |
| -------------------------------------- | ----------------------------------------------------------------------------- | ------------------------------------ | --- | ------------------------------ |
| Bahnhof Contwig                        | Contwig, Bahnhofstraße ohne Nummer Lage                                       | 1900/01                              | Bahnhof, angeblich von 1900/01, vom Erscheinungsbild her älter | weitere Bilder Fotos hochladen |
| Mühle                                  | Contwig, Bahnhofstraße 24 Lage                                                | spätes 19. Jahrhundert               | ehemalige Mühle; siebenachsiger Putzbau, spätes 19. Jahrhundert | weitere Bilder Fotos hochladen |
| Wohnhaus                               | Contwig, Bahnhofstraße 27 Lage                                                |                                      | eingeschossiges Wohnhaus | weitere Bilder Fotos hochladen |
| Wohnhaus                               | Contwig, Bogenstraße 8 Lage                                                   | 1902                                 | späthistoristisches Wohnhaus mit Wirtschaftsteil, bezeichnet 1902 | BW                             |
| Quereinhaus                            | Contwig, Hauptstraße 54 Lage                                                  | frühes 19. Jahrhundert               | Quereinhaus, wohl aus dem frühen 19. Jahrhundert | BW                             |
| Wohnhaus                               | Contwig, Hauptstraße 82 Lage                                                  | 1748                                 | aufgesockelter Putzbau mit Ecklisenen, bezeichnet 1748 | BW                             |
| Katholische Pfarrkirche St. Laurentius | Contwig, Kirchgarten 5 Lage                                                   | 1903–06                              | neuspätgotische Sandsteinhalle, 1903–06, Architekt Wilhelm Schulte I., Neustadt an der Weinstraße; Gesamtanlage mit Kirchengelände, bauzeitlicher Einfriedung, zur Kirche führender Allee mit Freitreppe und Lourdesgrotte, wohl vom Anfang des 20. Jahrhunderts                                                                               | weitere Bilder Fotos hochladen |
| Katholisches Pfarrhaus                 | Contwig, Kirchgarten 7 Lage                                                   |                                      | gotisierender Krüppelwalmdachbau, Quadermauerwerk | Fotos hochladen                |
| Friedhofskreuz und Kreuzigungsgruppe   | Contwig, Maßweiler Straße, auf dem Friedhof Lage                              | ab 1800                              | Friedhofskreuz, bezeichnet 1909; barocke Kreuzigungsgruppe, um 1800 | Fotos hochladen                |
| Evangelische Pfarrkirche               | Contwig, Pfarrgasse 4 Lage                                                    | 1785                                 | frühklassizistischer Saalbau, 1785, herzoglich-zweibrückischer Baudirektor Friedrich Gerhard Wahl; im Unterbau romanischer, um 1785 aufgestockter Chorturm; Gesamtanlage mit Kirchhof mit mehreren alten Grabsteinen und evangelischen Pfarrhaus (Pfarrgasse 5): Krüppelwalmdachbau, angeblich von 1815 über einem Keller des 16. Jahrhunderts | weitere Bilder Fotos hochladen |
| Wohnhaus                               | Contwig, Schubertstraße 3 Lage                                                | um 1900                              | eingeschossiges späthistoristisches Wohnhaus, um 1900 | BW                             |
| Wegekreuz                              | Contwig, nordöstlich des Ortes an der K 73; Flur Im Seiterswald Lage          | 1890                                 | Wegekreuz, gotisierend, bezeichnet 1890, in kleiner Anlage | BW                             |
| Heckenaschbacherhof                    | Contwig, südlich des Ortes beim Flugplatz Zweibrücken Lage                    | 1711                                 | Hofhaus mit gekuppelten Rechteckfenstern, 1711, dreigeschossige barocke Erweiterung, 1767 | BW                             |
| Offweilerhof                           | Contwig, südlich des Ortes Lage                                               | 18. und 19. Jahrhundert              | Vierseithof; Baubestand aus dem 18. und 19. Jahrhundert, teilweise angeblich älter | BW                             |
| Wegekreuz                              | Contwig, südlich des Ortes; Flur Linkerhand Truppacher Tal I. Ahnung Lage     | 1891                                 | Wegekreuz, historistisch, bezeichnet 1891 | BW                             |
| Truppacherhof                          | Contwig, südlich des Ortes an der K 74 Lage                                   | 19. Jahrhundert                      | Wohnhaus einer Hofanlage, 19. Jahrhundert; zehnachsiger Putzbau, Nebengebäude | BW                             |
| Denkmal                                | Contwig, westlich des Ortes; Distrikt Hahnberg Lage                           |                                      | Kriegerdenkmal der Ortsgruppe Contwig des Pfälzerwald-Vereins | Fotos hochladen                |
| Katholische Kirche St. Maria           | Stambach, Dellfelder Straße 25 Lage                                           | 1949–52                              | dreischiffiger Rotsandsteinbau, 1949–52, Architekt Albert Boßlet; Pfarrhaus, gleiche Zeitstellung | weitere Bilder Fotos hochladen |
| Evangelische Kirche                    | Stambach, Friedhofstraße 17 Lage                                              | 1963/65                              | Bruchsteinsaal, bezeichnet 1963/65 | weitere Bilder Fotos hochladen |
| Wohnhaus                               | Stambach, Schulstraße 21 Lage                                                 | 18. Jahrhundert                      | Putzbau mit Ecklisenen auf Hausteinsockel, Gewölbekeller, 18. Jahrhundert | BW                             |
| Schulhaus                              | Stambach, Schulstraße 28 Lage                                                 | letztes Viertel des 19. Jahrhunderts | ehemalige Schule; siebenachsiger spätklassizistischer Putzbau, letztes Viertel des 19. Jahrhunderts | BW                             |
| Wegekreuz                              | Stambach, nördlich des Ortes auf dem Wingertsberg; Flur Auf Wingertsberg Lage | Ende des 19. Jahrhunderts            | Wegekreuz, gotisierend, Ende des 19. Jahrhunderts | BW                             |